# Charles-Louis Philippe
Charles-Louis Philippe, född den 4 augusti 1874 i Cérilly, Allier, död den 21 november 1909 i Paris, var en fransk författare. 
Philippe utgav Quatre histoires de pauvre amour (1897), La bonne Madeleine et la pauvre Marie (1898), La mère et l'enfant (1899), Bubu de Montparnasse (1901), Le père Perdrix (1902), Marie Donadieu (1905), Croquignole (1906) och Dans la petite ville (1910), vittnande om stark medkänsla med samhällets styvbarn. Föga uppskattad under sin livstid blev Philippe efter sin död hastigt populär och inte minst i Tyskland föremål för stor beundran och livligt intresse.